# Jiří Kochta
Jiří Kochta (Praga, Checoslovaquia; 11 de octubre de 1946 – 3 de abril de 2025) fue un jugador de hockey sobre hielo checoslovaco que jugó en la posición de delantero.

## Carrera

### Club
| Periodo   | Club             |
| --------- | ---------------- |
| 1965-1968 | HC Dukla Jihlava |
| 1968-1979 | HC Sparta Praga  |
| 1979—1981 | EV Landshut      |
| 1981—1985 | EHC München 70   |
| 1986      | EC Hedos München |

### Selección nacional
Jugó para Checoslovaquia en dos ediciones de los Juegos Olímpicos de Invierno, la primera de ellas fue en Grenoble 1968 donde ganó la medalla de plata luego de perder la final ante Unión Soviética; y su segunda aparición fue en Sapporo 1972 donde ganó la medalla de bronce luego de terminar en tercer lugar en la ronda final.
Participó en seis ocasiones en el Campeonato Mundial de Hockey sobre Hielo Masculino en el que salió campeón en la edición de 1972 y jugó cuatro finales; participó en siete ediciones del Campeonato Europeo de Hockey sobre Hielo donde salió campeón en dos ocasiones en cuatro finales que jugó.

## Logros

### Club
- Primera Liga Checoslovaca de Hockey sobre Hielo (2): 1966/67, 1967/68

### Selección nacional
- Campeonato Mundial de Hockey sobre Hielo Masculino (1): 1971
- Campeonato Europeo de Hockey sobre Hielo (2): 1971, 1972